# RhB Tmf 2/2
Die Tmf 2/2 mit den Nummern 85 bis 90 sind ein Serie von Traktoren mit Verbrennungsmotoren und Funkfernsteuerung die zwischen 1991 und 1994 von der Firma Robert Aebi & Cie in Regensdorf in 6 Exemplaren für die Rhätischen Bahn (RhB) hergestellt wurden. 
Der Antrieb inklusive der 6-Zylinder Cummins-Dieselmotoren vom Typ KT-1150-L mit einer Leistung von 336 kW (457 PS) entsprachen den 1985 ebenfalls von der Firma Robert Aebi hergestellten Baudiensttraktoren Tm 2/2 81 bis 84, da man mit diesen gute Erfahrungen machte. Gleichzeitig achtete man darauf, dass viele Komponenten mit den zur gleichen Zeit gebauten Gmf 4/4 242 und 243 übereinstimmten, welche für den Bau des Vereinatunnels gekauft wurden. Sie wurden so ausgelegt, dass zwei von ihnen in Doppeltraktion eine Gmf 4/4 ersetzen können. RACO beschriftete die Fahrzeuge ebenfalls als "420 CT 4H", obwohl die Eigenschaft für die letzten zwei Zeichen (4 = Plattform, H = Hiab-Kran) nicht mehr gegeben war und eigentlich 7 = Vorbau zutreffen würde (siehe RACO Typenbezeichnung). Der Tmf 90 (RACO 2022) war das fünft-letzte Schienenfahrzeug, das von RACO hergestellt wurde.
Der Aufgabenbereich dieser Traktoren war, die in die Jahre gekommenen Tm 2/2 15 bis 26 auf grösseren Bahnhöfen zu ersetzen. Ebenfalls mussten sie aber auch leichtere Bauzüge befördern können.
Im Jahr 2006 kamen sechs neue Tm 2/2 115 bis 120 von Schöma zu den bestehenden vier baugleichen Tm 2/2 111 bis 114 aus den Jahren 2001 und 2002 dazu, um die Tmf 2/2 85 bis 90 im Rangierdienst abzulösen, damit diese an die Infrastruktur übergeben werden konnten.
Die Maschinen erreichen eine Höchstgeschwindigkeit von 50 km/h und entwickeln bei 25 km/h eine Stundenleistung von 205 kW. Sie wiegen 24 t und sind 7 490 mm lang.